# Shmuley Boteach

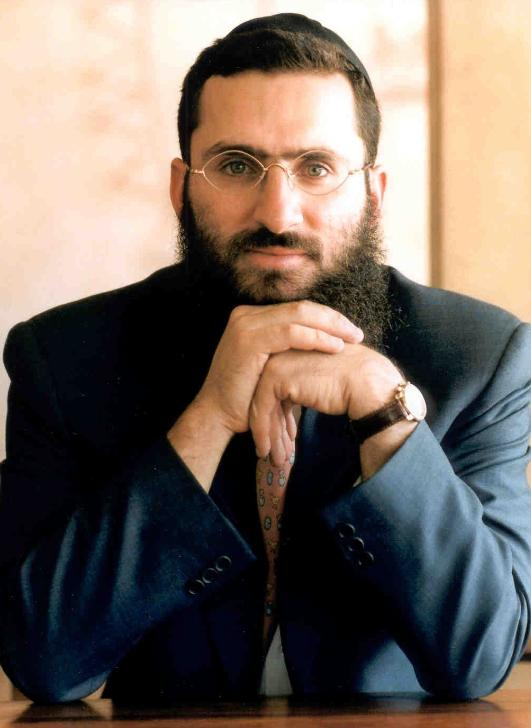
Shmuley Boteach (2010)

Shmuley Boteach (* 19. November 1966 in Los Angeles als Shmuel Boteach und Sohn eines persischen Juden aus Isfahan) ist ein US-amerikanischer Chabad-Rabbiner, Schriftsteller sowie eine bekannte Medienpersönlichkeit.
Unter seinen verschiedenen Büchern wurde besonders das Buch Kosher Sex (Kosher Sex: A Recipe for Passion and Intimacy, 1999) bekannt, in dem er Intimität, Geschlechtsverkehr, Selbstbefriedigung etc. offen thematisiert und erstmals aus einer modern-orthodoxen Perspektive betrachtet. Darin propagiert er Freude am Sex und schlägt Regeln für die Praxis vor. Das Buch wurde weltweit viel beachtet, kontrovers besprochen und als Bestseller ein wirtschaftlicher Erfolg (über eine Million Mal verkauft, in mehr als 15 Sprachen übersetzt). In der Folge wurde Boteach von diversen Magazinen mehrfach zu einem der einflussreichsten Rabbiner in den Vereinigten Staaten gekürt.
Darüber hinaus wurde Shmuley Boteach als „spiritueller Berater und Begleiter“ Michael Jacksons bekannt.
Er und seine Frau Debbie haben neun Kinder.

## Die Anfänge als Chabad-Shaliach
Shmuley Boteach ist Rabbiner der Chabad-Lubavitch-Bewegung und erhielt seine Smicha im Jahr 1988 in New York als Schüler Menachem Mendel Schneersons. Die Lubavitcher schickten ihn als Shaliach nach Oxford in England, wo er sich besonders um die Studenten kümmerte und die L’Chaim Society gründete. Von Anfang an konnte sie ein schnelles Wachstum verzeichnen, zog wegen der Auswahl der Referenten und der allzu breiten Öffnung für Nichtjuden aber auch Kritik auf sich. Schließlich waren in der Gesellschaft mehr Nichtjuden als Juden vertreten und die Forderung kam auf, einige nichtjüdische Studenten auszuschließen, was Boteach aber zurückwies. Schließlich konnte er den israelischen Ministerpräsidenten Jitzchak Rabin als Sprecher für die Gesellschaft gewinnen, dessen Auffassungen jedoch in offenem Widerspruch zu denen von Chabad standen. Daraufhin wurde Boteach aufgefordert, seinen Posten als Chabad-Shaliach zu räumen, dem er auch folgte. Hinzu kam später die Aufdeckung von finanziellen Unregelmäßigkeiten innerhalb der L’Chaim Society (falsch deklarierte Mittelverwendung etc.) sowie die Erklärung seitens des britischen Oberrabbinats, dass Boteach nicht die erforderlichen Zertifikate besessen habe, um aschkenasischen Gottesdiensten in britischen Synagogen vorstehen zu dürfen. Dessen ungeachtet gewann er noch im selben Jahr den „Preacher of the Year“-Award der Zeitschrift The Times.

## Michael Jackson
In den 1990er-Jahren freundete sich Boteach mit Michael Jackson an und wurde dessen inoffizieller „spiritueller Berater“. Von jüdischer Seite gab es kritische Kommentare, die zwar einräumten, dass dieser Umstand Boteach in die Presse bringe, ihn und das Judentum bekannt mache, dies aber keinerlei Beitrag zur Förderung des religiösen jüdischen Lebens darstelle. Zu dieser Zeit nahm Boteach Michael Jackson gegen sämtliche Vorwürfe eines negativen oder schändlichen Umgangs mit Kindern massiv in Schutz und meinte, „nicht Jackson, sondern unsere Gesellschaft sei anzuklagen, die Menschen, die sich intensiv um Kinder kümmerten, als krank oder irgendwie nicht normal betrachte“.
Bis zu einem Zerwürfnis zwischen Jackson und Boteach im Jahr 2002 war er auch an Jacksons „Heal the Kids“- bzw. „Time for Kids“-Wohlfahrtsorganisation beteiligt.
Nach dessen Tod publizierte Boteach The Michael Jackson Tapes, Aufzeichnungen von Gesprächen zwischen ihm und Jackson; angeblich entsprach dies dem erklärten Willen des Verstorbenen.

## Boteach als Medienpersönlichkeit
Im Jahr 2006 war Boteach regelmäßiger Gastgeber der TV-Serie Shalom in the Home, einer Art Reality-Show, in der er Familien und Paare beriet und insbesondere Ratschläge zur guten Beziehungspflege gab. Daneben produzierte er auch eine ähnlich gelagerte regelmäßige Radio-Sendung, The Shmuley Show, und war häufig Gesprächsgast in der Oprah Winfrey Show und anderen TV-Formaten. Er schreibt verschiedene Kolumnen in vielgelesenen Zeitungen und Zeitschriften und liefert auch regelmäßig Beiträge für das Wall Street Journal. Als Redner ist er in den Vereinigten Staaten und anderen Ländern häufig unterwegs.

## Ansichten
Boteach äußerte viele Ansichten, die ihn unter anderen orthodoxen Juden in den USA und im Vereinigten Königreich unbeliebt machten, dazu zählt insbesondere seine positiv-offene Einstellung gegenüber der Homosexualität. Die unverhüllte Beschreibung von Geschlechtsverkehr und anderer sexueller Praktiken in seinem Buch Kosher Sex führten schließlich dazu, dass er die Synagoge im Norden Londons verlassen musste.

## Bücher
- Dreams, 1991
- The Wolf Shall Lie with the Lamb – The Messiah in Hasidic Thought, 1993
- Moses of Oxford: A Jewish Vision of a University and Its Life, 1994
- Kosher Sex: A Recipe for Passion and Intimacy, New York 1999
  - Koscherer Sex. Ein Leitfaden für Leidenschaft und Intimität, Adwaita, Hohenpeissenberg 2001, ISBN 3-934281-01-X
- Confessions of a Psychic and a Rabbi, 2000
- Dating Secrets of the Ten Commandments, 2000
- Why Can’t I Fall in Love: A /2-Step Program, 2001
- The Psychic and the Rabbi: A Remarkable Correspondence, 2001
- Judaism For Everyone: Renewing Your Life Through the Vibrant Lessons of the Jewish Faith, 2002
- Kosher Adultery: Seduce and Sin with your Spouse, 2002
- The Private Adam: Becoming a Hero in a Selfish Age, 2003
- Face Your Fear: Living with Courage in an Age of Caution, 2004
- Hating Women: America’s Hostile Campaign Against the Fairer Sex, 2005
- Parenting with Fire: Lighting up the Family With Passion and Inspiration, 2006
- 10 Conversations You Need to Have With Your Children, 2006
- The Broken American Male: And How to Fix Him, 2008
- The Kosher Sutra, 2009
- The Michael Jackson Tapes: A Tragic Icon Reveals His Soul in Intimate Conversation, New York 2009
- The Blessings of Enough: Rejecting Material Greed, Embracing Spiritual Hunger, 2010
- 10 Conversations You Need to Have with Yourself: A Powerful Plan for Spiritual Growth and Self-Improvement, 2011
- Kosher Jesus, Jerusalem/New York, 2012